# Горбенко, Леонид Петрович
Леони́д Петро́вич Горбе́нко (20 июня 1939, с. Шендеровка, Корсунь-Шевченковский район, Черкасская область, Украинская ССР — 7 августа 2010, пос. Ушаково, Гурьевский район, Калининградская область, Россия) — российский политический деятель, первый всенародно избранный Губернатор Калининградской области (1996—2000 годы).

## Биография
Родился 20 июня 1939 года в с. Шендеровка Корсунь-Шевченковского района Черкасской области Украинской ССР. По национальности украинец.
Отец — Горбенко Пётр Андреевич (род. 1900), был призван на фронт, но после бомбёжки эшелона раненым вернулся домой, в 1946 году арестован и осуждён на 10 лет за «призывы к саботажу». Мать — Горбенко Анна Михайловна (1910—1992). Сестра Лидия (род. 1930), до пенсии была учительницей в родном селе.
Во время Великой Отечественной войны оказался на оккупированной немцами территории, где проходила известная Корсунь-Шевченковская операция. Пошёл в школу в 1946 году. После окончания средней школы мечтал стать моряком, поэтому в 17 лет уехал в Калининградскую область.

### Образование
Окончил Калининградское мореходное училище (тогда располагалось в Зеленоградске), в котором был старшиной группы, в 1958 году с квалификацией «судовой электрорадионавигатор-радиооператор», Калининградский технический институт в 1970 году по специальности «Механизация и автоматизация производственных процессов», факультет организации промышленного производства Института народного хозяйства им. Г. В. Плеханова в 1983 году. Академик Академии транспорта России (1993).

### Трудовая деятельность
С 1958 по 1963 год работал гидроакустиком, электрорадионавигатором в атлантической рыбопромысловой разведке (г. Калининград).
С 1963 по 1973 год — инженер, заместитель начальника, начальник службы электрорадионавигации Калининградского морского рыбного порта.
С 1973 по 1980 год — главный инженер Калининградского государственного морского рыбного порта.
С 1980 по 1986 год — заместитель генерального директора объединения «Калининградрыбпром».
С 1986 по 1996 год — генеральный директор Калининградского государственного морского рыбного порта.

### Политическая деятельность
В 1990 году был избран народным депутатом Калининградского областного Совета, возглавил депутатскую группу «От согласия — к реформам». Избирался членом обкома КПСС, членом президиума Калининградского областного Совета народных депутатов (сложил полномочия в 1993 году). Выдвигался в Совет Федерации, но снял свою кандидатуру.
В октябре 1996 года был избран губернатором Калининградской области, по должности входил в Совет Федерации, являлся членом Комитета по международным делам, заместителем представителя России в Палате регионов Конгресса местных и региональных властей Европы. Был одним из основателей политического движения «Наш дом — Россия», членом Совета Общероссийского общественного движения «Реформы — новый курс».
В ноябре 2000 года проиграл очередные губернаторские выборы, набрав во втором туре 19 ноября 33,2 % голосов участвовавших в голосовании избирателей и уступив победу командующему Балтийским флотом адмиралу Владимиру Егорову (56,47 % голосов).
В сентябре 2001 года возвратился на прежнюю должность в Калининградский рыбный порт, проработал на ней до января 2004 года.
30 января 2010 года подписался под требованиями об отставке правительства области во главе с Г. Боосом и областной думы, озвученными на многотысячном митинге в Калининграде, негативно отзывался о результатах деятельности Г. Бооса и «Единой России».
В мае 2010 года суд присудил Л. Горбенко 400 тысяч рублей компенсации за незаконное привлечение его к уголовной ответственности и взятие с него подписки о невыезде по делу о банковском кредите области в «Дрезднер банке» во время его губернаторства.
22 июля 2010 года губернатор Г. Боос подписал постановление об изъятии у Л. Горбенко 7 гектаров земли для строительства подземного газохранилища.

### Смерть и похороны
Скончался вечером 7 августа 2010 года от сердечного приступа у себя на даче в посёлке Ушаково Гурьевского района Калининградской области. Некоторые члены семьи умершего высказывали сомнения в правильности установленной причины смерти.
Прощание прошло 10 августа в калининградском Храме Христа Спасителя, строительство которого началось с его поддержки.
Похоронен на Старом городском кладбище Калининграда.

## Семья
Жена — Раиса Яковлевна Горбенко, до пенсии 40 лет работала учительницей в калининградской школе (ныне гимназия № 40). Сын Александр (род. 1964) — бывший офицер ВМФ, после выхода на пенсию занимается бизнесом. Внук Антон (от первого брака сына).

## Награды
- Орден Дружбы народов (1983)
- Юбилейная медаль «За доблестный труд. В ознаменование 100-летия со дня рождения В. И. Ленина» (1970)
- Юбилейная медаль «300 лет Российскому флоту» (1996)
- Медаль «15 лет Совету Федерации Федерального Собрания РФ» (2010)
- Церковный орден святого благоверного князя Даниила Московского третьей степени[9]
- Кресты за возрождение Российского казачества «Святого праведного Фёдора Ушакова — адмирала флота Российского» двух степеней, «За веру и службу России»[10]
- Почётная Грамота Президиума Верховного Совета РСФСР (1982)
- Почётная грамота Президиума Верховного совета Российской Федерации (1992)[11]
- Почётная грамота Правительства Российской Федерации (1999)
- Заслуженный работник рыбного хозяйства Российской Федерации
- Орден «За заслуги перед Калининградской областью» (2009)
- Почётный атаман реестрового Балтийского отдельного казачьего округа[10]